# Leslie Hayman
Leslie Hayman (née en 1978 à Angwin en Californie) est une actrice américaine.

## Biographie
Elle a joué notamment en 1999 dans le film Virgin Suicides le rôle de Thérèse. C'est la petite sœur de Stephanie Hayman, une amie d'enfance de Sofia Coppola, avec qui elle a écrit Lick the Star, et fondé une marque de mode, Milk Fed,.

## Filmographie
- 1999 : Virgin Suicides : Thérèse